# Grand Prix Cycliste la Marseillaise 2024
Grand Prix Cycliste la Marseillaise 2024 var den 45. udgave af det franske cykelløb Grand Prix Cycliste la Marseillaise. Det 167,5 km lange linjeløb blev kørt den 28. januar 2024 med start og mål i Marseille. Løbet var en del af UCI Europe Tour 2024 og Coupe de France.
Løbet blev vundet af luxembourgske Kevin Geniets fra Groupama-FDJ.

## Resultater
| \| Samlede stilling \| Samlede stilling \| Samlede stilling \| Samlede stilling \| Samlede stilling \| \| Rytter \| Rytter \| Hold \| Tid \| \| \| ---------------- \| ---------------- \| -------------------------- \| ---------------- \| ---------------- \| \| 1. \| Kevin Geniets \| Groupama-FDJ \| 4t 07' 52" \| \| \| 2. \| Alex Baudin \| Decathlon-AG2R La Mondiale \| + 0" \| \| \| 3. \| Kévin Vauquelin \| Arkéa-B&B Hotels \| + 10" \| \| \| 4. \| Pierre Gautherat \| Decathlon-AG2R La Mondiale \| + 1' 14" \| \| \| 5. \| Pau Miquel \| Equipo Kern Pharma \| + 1' 14" \| \| \| 6. \| Quentin Pacher \| Groupama-FDJ \| + 1' 14" \| \| \| 7. \| Jenno Berckmoes \| Lotto Dstny \| + 1' 14" \| \| \| 8. \| Eduard Prades \| Caja Rural-Seguros RGA \| + 1' 14" \| \| \| 9. \| Matteo Trentin \| Tudor Pro Cycling Team \| + 1' 14" \| \| \| 10. \| Damien Girard \| Nice Métropole Côte d'Azur \| + 1' 14" \| \| |                  |                            |            |
| |                  |                            |            |
| Kilde: ProCyclingStats |                  |                            |            |
| Samlede stilling |                  |                            |            |
| Rytter | Rytter           | Hold                       | Tid        |
| 1. | Kevin Geniets    | Groupama-FDJ               | 4t 07' 52" |
| 2. | Alex Baudin      | Decathlon-AG2R La Mondiale | + 0"       |
| 3. | Kévin Vauquelin  | Arkéa-B&B Hotels           | + 10"      |
| 4. | Pierre Gautherat | Decathlon-AG2R La Mondiale | + 1' 14"   |
| 5. | Pau Miquel       | Equipo Kern Pharma         | + 1' 14"   |
| 6. | Quentin Pacher   | Groupama-FDJ               | + 1' 14"   |
| 7. | Jenno Berckmoes  | Lotto Dstny                | + 1' 14"   |
| 8. | Eduard Prades    | Caja Rural-Seguros RGA     | + 1' 14"   |
| 9. | Matteo Trentin   | Tudor Pro Cycling Team     | + 1' 14"   |
| 10. | Damien Girard    | Nice Métropole Côte d'Azur | + 1' 14"   |

## Hold og ryttere
| UCI WorldTeams (5)- Alpecin-Deceuninck - Arkéa-B&B Hotels - Cofidis - Decathlon-AG2R La Mondiale - Groupama-FDJ UCI ProTeams (9)- Bingoal WB - Caja Rural-Seguros RGA - Corratec-Vini Fantini - Equipo Kern Pharma - Lotto Dstny - Team Flanders-Baloise - TotalEnergies - Tudor Pro Cycling Team - Uno-X Mobility UCI Kontinentalhold (6)- Beltrami TSA-Tre Colli - CIC U Nantes Atlantique - Nice Métropole Côte d'Azur - Philippe Wagner-Bazin - Saint Michel-Mavic-Auber 93 - Van Rysel-Roubaix |
| |

### Danske ryttere
| Danske ryttere på startlisten |             |                |           |
| Rygnummer                     | Rytter      | Hold           | Placering |
| 72                            | Magnus Cort | Uno-X Mobility | 46        |

* DNF = gennemførte ikke

### Startliste
| Decathlon-AG2R La Mondiale DAT | Decathlon-AG2R La Mondiale DAT | Decathlon-AG2R La Mondiale DAT |
| ------------------------------ | ------------------------------ | ------------------------------ |
| Nr.                            | Rytter                         | Placering                      |
| 1                              | Aurélien Paret-Peintre (FRA)   | 16.                            |
| 2                              | Alex Baudin (FRA)              | 2.                             |
| 3                              | Sander De Pestel (BEL)         | 114.                           |
| 4                              | Pierre Gautherat (FRA)         | 4.                             |
| 5                              | Jordan Labrosse (FRA)          | 39.                            |
| 6                              | Valentin Retailleau (FRA)      | 91.                            |
| 7                              | Damien Touzé (FRA)             | 24.                            |

| Groupama-FDJ GFC | Groupama-FDJ GFC      | Groupama-FDJ GFC |
| ---------------- | --------------------- | ---------------- |
| Nr.              | Rytter                | Placering        |
| 11               | Cyril Barthe (FRA)    | 86.              |
| 12               | Kevin Geniets (LUX)   | 1.               |
| 13               | Maxime Decomble (FRA) | 37.              |
| 14               | Quentin Pacher (FRA)  | 6.               |
| 15               | Rémy Rochas (FRA)     | 14.              |
| 16               | Marc Sarreau (FRA)    | 87.              |
| 17               | Thibaud Gruel (FRA)   | 84.              |

| Arkéa-B&B Hotels ARK | Arkéa-B&B Hotels ARK     | Arkéa-B&B Hotels ARK |
| -------------------- | ------------------------ | -------------------- |
| Nr.                  | Rytter                   | Placering            |
| 21                   | Amaury Capiot (BEL)      | 22.                  |
| 22                   | Thibault Guernalec (FRA) | 95.                  |
| 23                   | Simon Guglielmi (FRA)    | 99.                  |
| 24                   | Mathis Le Berre (FRA)    | 42.                  |
| 25                   | Luca Mozzato (ITA)       | 123.                 |
| 26                   | Alan Riou (FRA)          | 122.                 |
| 27                   | Kévin Vauquelin (FRA)    | 3.                   |

| Cofidis COF | Cofidis COF           | Cofidis COF |
| ----------- | --------------------- | ----------- |
| Nr.         | Rytter                | Placering   |
| 31          | Axel Zingle (FRA)     | DNF         |
| 32          | Thomas Champion (FRA) | 13.         |
| 33          | Alexis Gougeard (FRA) | 67.         |
| 34          | Stefano Oldani (ITA)  | DNF         |
| 35          | Anthony Perez (FRA)   | 19.         |
| 36          | Hugo Toumire (FRA)    | 90.         |
| 37          | Harrison Wood (GBR)   | 57.         |

| Alpecin-Deceuninck ADC | Alpecin-Deceuninck ADC  | Alpecin-Deceuninck ADC |
| ---------------------- | ----------------------- | ---------------------- |
| Nr.                    | Rytter                  | Placering              |
| 41                     | Ramses Debruyne (BEL)   | 65.                    |
| 42                     | Robbe Ghys (BEL)        | 116.                   |
| 43                     | Timo Kielich (BEL)      | 21.                    |
| 44                     | Axel Laurance (FRA)     | 28.                    |
| 45                     | Senne Leysen (BEL)      | 76.                    |
| 46                     | Xandro Meurisse (BEL)   | 56.                    |
| 47                     | Edward Planckaert (BEL) | 117.                   |

| TotalEnergies TEN | TotalEnergies TEN        | TotalEnergies TEN |
| ----------------- | ------------------------ | ----------------- |
| Nr.               | Rytter                   | Placering         |
| 51                | Mathieu Burgaudeau (FRA) | 33.               |
| 52                | Sandy Dujardin (FRA)     | 93.               |
| 53                | Valentin Ferron (FRA)    | 69.               |
| 54                | Alexis Vuillermoz (FRA)  | 17.               |
| 55                | Jordan Jegat (FRA)       | 101.              |
| 56                | Alan Jousseaume (FRA)    | 64.               |
| 57                | Baptiste Vadic (FRA)     | 89.               |

| Lotto Dstny LTD | Lotto Dstny LTD          | Lotto Dstny LTD |
| --------------- | ------------------------ | --------------- |
| Nr.             | Rytter                   | Placering       |
| 61              | Jenno Berckmoes (BEL)    | 7.              |
| 62              | Jarrad Drizners (AUS)    | 55.             |
| 63              | Sébastien Grignard (BEL) | 51.             |
| 64              | Milan Menten (BEL)       | 97.             |
| 65              | Alec Segaert (BEL)       | 52.             |
| 66              | Liam Slock (BEL)         | DNF             |
| 67              | Brent Van Moer (BEL)     | 12.             |

| Uno-X Mobility UXM | Uno-X Mobility UXM            | Uno-X Mobility UXM |
| ------------------ | ----------------------------- | ------------------ |
| Nr.                | Rytter                        | Placering          |
| 71                 | Jonas Abrahamsen (NOR)        | 20.                |
| 72                 | Magnus Cort (DEN)             | 46.                |
| 73                 | Markus Hoelgaard (NOR)        | 15.                |
| 74                 | Jonas Iversby Hvideberg (NOR) | 80.                |
| 75                 | Andreas Leknessund (NOR)      | 40.                |
| 76                 | Sakarias Koller Løland (NOR)  | 81.                |
| 77                 | Rasmus Tiller (NOR)           | 61.                |

| Equipo Kern Pharma EKP | Equipo Kern Pharma EKP   | Equipo Kern Pharma EKP |
| ---------------------- | ------------------------ | ---------------------- |
| Nr.                    | Rytter                   | Placering              |
| 81                     | Pau Miquel (ESP)         | 5.                     |
| 82                     | Urko Berrade (ESP)       | 66.                    |
| 83                     | Danny van der Tuuk (POL) | 124.                   |
| 84                     | Martí Márquez (ESP)      | 118.                   |
| 85                     | Francisco Galván (ESP)   | 30.                    |
| 86                     | Mikel Retegi (ESP)       | 59.                    |
| 87                     | Hugo Aznar (ESP)         | DNF                    |

| Caja Rural-Seguros RGA CJR | Caja Rural-Seguros RGA CJR | Caja Rural-Seguros RGA CJR |
| -------------------------- | -------------------------- | -------------------------- |
| Nr.                        | Rytter                     | Placering                  |
| 91                         | Mulu Hailemichael (ETH)    | 73.                        |
| 92                         | David González López (ESP) | 23.                        |
| 93                         | Thomas Silva (URU)         | 63.                        |
| 94                         | Joel Nicolau (ESP)         | 26.                        |
| 95                         | Eduard Prades (ESP)        | 8.                         |
| 96                         | Michal Schlegel (CZE)      | 44.                        |
| 97                         | Gorka Sorarrain (ESP)      | 35.                        |

| Bingoal WB BWB | Bingoal WB BWB         | Bingoal WB BWB |
| -------------- | ---------------------- | -------------- |
| Nr.            | Rytter                 | Placering      |
| 101            | Ceriel Desal (BEL)     | 112.           |
| 102            | Marco Tizza (ITA)      | 32.            |
| 103            | Luca Van Boven (BEL)   | 58.            |
| 104            | Kenneth Van Rooy (BEL) | 34.            |
| 105            | Jelle Vermoote (BEL)   | 29.            |
| 106            | Loïc Vliegen (BEL)     | 111.           |
| 107            | Giacomo Villa (ITA)    | 27.            |

| Team Flanders-Baloise TFB | Team Flanders-Baloise TFB | Team Flanders-Baloise TFB |
| ------------------------- | ------------------------- | ------------------------- |
| Nr.                       | Rytter                    | Placering                 |
| 111                       | Arno Claeys (BEL)         | 60.                       |
| 112                       | Alex Colman (BEL)         | DNF                       |
| 113                       | Gilles De Wilde (BEL)     | 77.                       |
| 114                       | Jules Hesters (BEL)       | 104.                      |
| 115                       | Vincent Van Hemelen (BEL) | 85.                       |
| 116                       | Kamiel Bonneu (BEL)       | 113.                      |
| 117                       | Ward Vanhoof (BEL)        | 71.                       |

| Tudor Pro Cycling Team TUD | Tudor Pro Cycling Team TUD      | Tudor Pro Cycling Team TUD |
| -------------------------- | ------------------------------- | -------------------------- |
| Nr.                        | Rytter                          | Placering                  |
| 121                        | Marco Brenner (GER)             | 43.                        |
| 122                        | Lucas Eriksson (SWE) (landevej) | 41.                        |
| 123                        | Miká Heming (GER)               | DNF                        |
| 124                        | Arthur Kluckers (LUX)           | 38.                        |
| 125                        | Florian Stork (GER)             | 18.                        |
| 126                        | Joel Suter (SUI)                | DNF                        |
| 127                        | Matteo Trentin (ITA)            | 9.                         |

| Team Corratec-Vini Fantini COR | Team Corratec-Vini Fantini COR | Team Corratec-Vini Fantini COR |
| ------------------------------ | ------------------------------ | ------------------------------ |
| Nr.                            | Rytter                         | Placering                      |
| 131                            | Valerio Conti (ITA)            | 11.                            |
| 132                            | Valentin Darbellay (SUI)       | 106.                           |
| 133                            | Marco Murgano (ITA)            | 36.                            |
| 134                            | Jan Stöckli (SUI)              | 78.                            |
| 135                            | Etienne van Empel (NED)        | 119.                           |
| 136                            | Alessandro Monaco (ITA)        | 109.                           |
| 137                            | Andrij Ponomar (UKR)           | 62.                            |

| Saint Michel-Mavic-Auber 93 AUB | Saint Michel-Mavic-Auber 93 AUB | Saint Michel-Mavic-Auber 93 AUB |
| ------------------------------- | ------------------------------- | ------------------------------- |
| Nr.                             | Rytter                          | Placering                       |
| 141                             | Alexandre Delettre (FRA)        | 25.                             |
| 142                             | Jérémy Cabot (FRA)              | 45.                             |
| 143                             | Théo Delacroix (FRA)            | 53.                             |
| 144                             | Dillon Corkery (IRL)            | 108.                            |
| 145                             | Joris Delbove (FRA)             | 70.                             |
| 146                             | Romain Cardis (FRA)             | 126.                            |
| 147                             | Lucas Beneteau (FRA)            | 54.                             |

| Van Rysel-Roubaix VRR | Van Rysel-Roubaix VRR     | Van Rysel-Roubaix VRR |
| --------------------- | ------------------------- | --------------------- |
| Nr.                   | Rytter                    | Placering             |
| 151                   | Thomas Boudat (FRA)       | 96.                   |
| 152                   | Rémi Capron (FRA)         | 94.                   |
| 153                   | Célestin Guillon (FRA)    | DNF                   |
| 154                   | Maxime Jarnet (FRA)       | 47.                   |
| 155                   | Maximilien Juillard (FRA) | 105.                  |
| 156                   | Emmanuel Morin (FRA)      | 48.                   |
| 157                   | Kenny Molly (BEL)         | 92.                   |

| Nice Métropole Côte d'Azur NMC | Nice Métropole Côte d'Azur NMC | Nice Métropole Côte d'Azur NMC |
| ------------------------------ | ------------------------------ | ------------------------------ |
| Nr.                            | Rytter                         | Placering                      |
| 161                            | Jonathan Couanon (FRA)         | 49.                            |
| 162                            | Alexander Konijn (NED)         | 100.                           |
| 163                            | Damien Girard (FRA)            | 10.                            |
| 164                            | Paul Hennequin (FRA)           | 121.                           |
| 165                            | Jean-Louis Le Ny (FRA)         | 98.                            |
| 166                            | Andrea Mifsud                  | 102.                           |
| 167                            | Axel Narbonne-Zuccarelli (FRA) | 88.                            |

| Beltrami TSA-Tre Colli BTC | Beltrami TSA-Tre Colli BTC | Beltrami TSA-Tre Colli BTC |
| -------------------------- | -------------------------- | -------------------------- |
| Nr.                        | Rytter                     | Placering                  |
| 171                        | Alex Raimondi (ITA)        | 72.                        |
| 172                        | Andrea Biancalani (ITA)    | 120.                       |
| 173                        | Edoardo Burani (ITA)       | 79.                        |
| 174                        | Gabriel Fede (ITA)         | DNF                        |
| 175                        | Nicola Rossi (ITA)         | 110.                       |
| 176                        | Michael Vanni (ITA)        | 125.                       |
| 177                        | Giacomo Tagliavini (ITA)   | 127.                       |

| Philippe Wagner-Bazin PWB | Philippe Wagner-Bazin PWB | Philippe Wagner-Bazin PWB |
| ------------------------- | ------------------------- | ------------------------- |
| Nr.                       | Rytter                    | Placering                 |
| 181                       | Alan Boileau (FRA)        | DNF                       |
| 182                       | Thomas Devaux (FRA)       | DNF                       |
| 183                       | Alexis Guérin (FRA)       | 68.                       |
| 184                       | Alexandre Kess (LUX)      | DNF                       |
| 185                       | Gwen Leclainche (FRA)     | 83.                       |
| 186                       | Enrico Dhaeye (BEL)       | 115.                      |
| 187                       | Theo Bonnet (BEL)         | 107.                      |

| CIC U Nantes Atlantique UCN | CIC U Nantes Atlantique UCN | CIC U Nantes Atlantique UCN |
| --------------------------- | --------------------------- | --------------------------- |
| Nr.                         | Rytter                      | Placering                   |
| 191                         | Yaël Joalland (FRA)         | DNF                         |
| 192                         | Pierre-Henry Basset (FRA)   | 82.                         |
| 193                         | Clément Braz Afonso (FRA)   | 31.                         |
| 194                         | Léo Danès (FRA)             | 50.                         |
| 195                         | Maël Guégan (FRA)           | 74.                         |
| 196                         | Artus Jaladeau (FRA)        | 103.                        |
| 197                         | Matisse Julien (CAN)        | 75.                         |

| Decathlon-AG2R La Mondiale DAT | Decathlon-AG2R La Mondiale DAT | Decathlon-AG2R La Mondiale DAT |
| ------------------------------ | ------------------------------ | ------------------------------ |
| Nr.                            | Rytter                         | Placering                      |
| 1                              | Aurélien Paret-Peintre (FRA)   | 16.                            |
| 2                              | Alex Baudin (FRA)              | 2.                             |
| 3                              | Sander De Pestel (BEL)         | 114.                           |
| 4                              | Pierre Gautherat (FRA)         | 4.                             |
| 5                              | Jordan Labrosse (FRA)          | 39.                            |
| 6                              | Valentin Retailleau (FRA)      | 91.                            |
| 7                              | Damien Touzé (FRA)             | 24.                            |

| Groupama-FDJ GFC | Groupama-FDJ GFC      | Groupama-FDJ GFC |
| ---------------- | --------------------- | ---------------- |
| Nr.              | Rytter                | Placering        |
| 11               | Cyril Barthe (FRA)    | 86.              |
| 12               | Kevin Geniets (LUX)   | 1.               |
| 13               | Maxime Decomble (FRA) | 37.              |
| 14               | Quentin Pacher (FRA)  | 6.               |
| 15               | Rémy Rochas (FRA)     | 14.              |
| 16               | Marc Sarreau (FRA)    | 87.              |
| 17               | Thibaud Gruel (FRA)   | 84.              |

| Arkéa-B&B Hotels ARK | Arkéa-B&B Hotels ARK     | Arkéa-B&B Hotels ARK |
| -------------------- | ------------------------ | -------------------- |
| Nr.                  | Rytter                   | Placering            |
| 21                   | Amaury Capiot (BEL)      | 22.                  |
| 22                   | Thibault Guernalec (FRA) | 95.                  |
| 23                   | Simon Guglielmi (FRA)    | 99.                  |
| 24                   | Mathis Le Berre (FRA)    | 42.                  |
| 25                   | Luca Mozzato (ITA)       | 123.                 |
| 26                   | Alan Riou (FRA)          | 122.                 |
| 27                   | Kévin Vauquelin (FRA)    | 3.                   |

| Cofidis COF | Cofidis COF           | Cofidis COF |
| ----------- | --------------------- | ----------- |
| Nr.         | Rytter                | Placering   |
| 31          | Axel Zingle (FRA)     | DNF         |
| 32          | Thomas Champion (FRA) | 13.         |
| 33          | Alexis Gougeard (FRA) | 67.         |
| 34          | Stefano Oldani (ITA)  | DNF         |
| 35          | Anthony Perez (FRA)   | 19.         |
| 36          | Hugo Toumire (FRA)    | 90.         |
| 37          | Harrison Wood (GBR)   | 57.         |

| Alpecin-Deceuninck ADC | Alpecin-Deceuninck ADC  | Alpecin-Deceuninck ADC |
| ---------------------- | ----------------------- | ---------------------- |
| Nr.                    | Rytter                  | Placering              |
| 41                     | Ramses Debruyne (BEL)   | 65.                    |
| 42                     | Robbe Ghys (BEL)        | 116.                   |
| 43                     | Timo Kielich (BEL)      | 21.                    |
| 44                     | Axel Laurance (FRA)     | 28.                    |
| 45                     | Senne Leysen (BEL)      | 76.                    |
| 46                     | Xandro Meurisse (BEL)   | 56.                    |
| 47                     | Edward Planckaert (BEL) | 117.                   |

| TotalEnergies TEN | TotalEnergies TEN        | TotalEnergies TEN |
| ----------------- | ------------------------ | ----------------- |
| Nr.               | Rytter                   | Placering         |
| 51                | Mathieu Burgaudeau (FRA) | 33.               |
| 52                | Sandy Dujardin (FRA)     | 93.               |
| 53                | Valentin Ferron (FRA)    | 69.               |
| 54                | Alexis Vuillermoz (FRA)  | 17.               |
| 55                | Jordan Jegat (FRA)       | 101.              |
| 56                | Alan Jousseaume (FRA)    | 64.               |
| 57                | Baptiste Vadic (FRA)     | 89.               |

| Lotto Dstny LTD | Lotto Dstny LTD          | Lotto Dstny LTD |
| --------------- | ------------------------ | --------------- |
| Nr.             | Rytter                   | Placering       |
| 61              | Jenno Berckmoes (BEL)    | 7.              |
| 62              | Jarrad Drizners (AUS)    | 55.             |
| 63              | Sébastien Grignard (BEL) | 51.             |
| 64              | Milan Menten (BEL)       | 97.             |
| 65              | Alec Segaert (BEL)       | 52.             |
| 66              | Liam Slock (BEL)         | DNF             |
| 67              | Brent Van Moer (BEL)     | 12.             |

| Uno-X Mobility UXM | Uno-X Mobility UXM            | Uno-X Mobility UXM |
| ------------------ | ----------------------------- | ------------------ |
| Nr.                | Rytter                        | Placering          |
| 71                 | Jonas Abrahamsen (NOR)        | 20.                |
| 72                 | Magnus Cort (DEN)             | 46.                |
| 73                 | Markus Hoelgaard (NOR)        | 15.                |
| 74                 | Jonas Iversby Hvideberg (NOR) | 80.                |
| 75                 | Andreas Leknessund (NOR)      | 40.                |
| 76                 | Sakarias Koller Løland (NOR)  | 81.                |
| 77                 | Rasmus Tiller (NOR)           | 61.                |

| Equipo Kern Pharma EKP | Equipo Kern Pharma EKP   | Equipo Kern Pharma EKP |
| ---------------------- | ------------------------ | ---------------------- |
| Nr.                    | Rytter                   | Placering              |
| 81                     | Pau Miquel (ESP)         | 5.                     |
| 82                     | Urko Berrade (ESP)       | 66.                    |
| 83                     | Danny van der Tuuk (POL) | 124.                   |
| 84                     | Martí Márquez (ESP)      | 118.                   |
| 85                     | Francisco Galván (ESP)   | 30.                    |
| 86                     | Mikel Retegi (ESP)       | 59.                    |
| 87                     | Hugo Aznar (ESP)         | DNF                    |

| Caja Rural-Seguros RGA CJR | Caja Rural-Seguros RGA CJR | Caja Rural-Seguros RGA CJR |
| -------------------------- | -------------------------- | -------------------------- |
| Nr.                        | Rytter                     | Placering                  |
| 91                         | Mulu Hailemichael (ETH)    | 73.                        |
| 92                         | David González López (ESP) | 23.                        |
| 93                         | Thomas Silva (URU)         | 63.                        |
| 94                         | Joel Nicolau (ESP)         | 26.                        |
| 95                         | Eduard Prades (ESP)        | 8.                         |
| 96                         | Michal Schlegel (CZE)      | 44.                        |
| 97                         | Gorka Sorarrain (ESP)      | 35.                        |

| Bingoal WB BWB | Bingoal WB BWB         | Bingoal WB BWB |
| -------------- | ---------------------- | -------------- |
| Nr.            | Rytter                 | Placering      |
| 101            | Ceriel Desal (BEL)     | 112.           |
| 102            | Marco Tizza (ITA)      | 32.            |
| 103            | Luca Van Boven (BEL)   | 58.            |
| 104            | Kenneth Van Rooy (BEL) | 34.            |
| 105            | Jelle Vermoote (BEL)   | 29.            |
| 106            | Loïc Vliegen (BEL)     | 111.           |
| 107            | Giacomo Villa (ITA)    | 27.            |

| Team Flanders-Baloise TFB | Team Flanders-Baloise TFB | Team Flanders-Baloise TFB |
| ------------------------- | ------------------------- | ------------------------- |
| Nr.                       | Rytter                    | Placering                 |
| 111                       | Arno Claeys (BEL)         | 60.                       |
| 112                       | Alex Colman (BEL)         | DNF                       |
| 113                       | Gilles De Wilde (BEL)     | 77.                       |
| 114                       | Jules Hesters (BEL)       | 104.                      |
| 115                       | Vincent Van Hemelen (BEL) | 85.                       |
| 116                       | Kamiel Bonneu (BEL)       | 113.                      |
| 117                       | Ward Vanhoof (BEL)        | 71.                       |

| Tudor Pro Cycling Team TUD | Tudor Pro Cycling Team TUD      | Tudor Pro Cycling Team TUD |
| -------------------------- | ------------------------------- | -------------------------- |
| Nr.                        | Rytter                          | Placering                  |
| 121                        | Marco Brenner (GER)             | 43.                        |
| 122                        | Lucas Eriksson (SWE) (landevej) | 41.                        |
| 123                        | Miká Heming (GER)               | DNF                        |
| 124                        | Arthur Kluckers (LUX)           | 38.                        |
| 125                        | Florian Stork (GER)             | 18.                        |
| 126                        | Joel Suter (SUI)                | DNF                        |
| 127                        | Matteo Trentin (ITA)            | 9.                         |

| Team Corratec-Vini Fantini COR | Team Corratec-Vini Fantini COR | Team Corratec-Vini Fantini COR |
| ------------------------------ | ------------------------------ | ------------------------------ |
| Nr.                            | Rytter                         | Placering                      |
| 131                            | Valerio Conti (ITA)            | 11.                            |
| 132                            | Valentin Darbellay (SUI)       | 106.                           |
| 133                            | Marco Murgano (ITA)            | 36.                            |
| 134                            | Jan Stöckli (SUI)              | 78.                            |
| 135                            | Etienne van Empel (NED)        | 119.                           |
| 136                            | Alessandro Monaco (ITA)        | 109.                           |
| 137                            | Andrij Ponomar (UKR)           | 62.                            |

| Saint Michel-Mavic-Auber 93 AUB | Saint Michel-Mavic-Auber 93 AUB | Saint Michel-Mavic-Auber 93 AUB |
| ------------------------------- | ------------------------------- | ------------------------------- |
| Nr.                             | Rytter                          | Placering                       |
| 141                             | Alexandre Delettre (FRA)        | 25.                             |
| 142                             | Jérémy Cabot (FRA)              | 45.                             |
| 143                             | Théo Delacroix (FRA)            | 53.                             |
| 144                             | Dillon Corkery (IRL)            | 108.                            |
| 145                             | Joris Delbove (FRA)             | 70.                             |
| 146                             | Romain Cardis (FRA)             | 126.                            |
| 147                             | Lucas Beneteau (FRA)            | 54.                             |

| Van Rysel-Roubaix VRR | Van Rysel-Roubaix VRR     | Van Rysel-Roubaix VRR |
| --------------------- | ------------------------- | --------------------- |
| Nr.                   | Rytter                    | Placering             |
| 151                   | Thomas Boudat (FRA)       | 96.                   |
| 152                   | Rémi Capron (FRA)         | 94.                   |
| 153                   | Célestin Guillon (FRA)    | DNF                   |
| 154                   | Maxime Jarnet (FRA)       | 47.                   |
| 155                   | Maximilien Juillard (FRA) | 105.                  |
| 156                   | Emmanuel Morin (FRA)      | 48.                   |
| 157                   | Kenny Molly (BEL)         | 92.                   |

| Nice Métropole Côte d'Azur NMC | Nice Métropole Côte d'Azur NMC | Nice Métropole Côte d'Azur NMC |
| ------------------------------ | ------------------------------ | ------------------------------ |
| Nr.                            | Rytter                         | Placering                      |
| 161                            | Jonathan Couanon (FRA)         | 49.                            |
| 162                            | Alexander Konijn (NED)         | 100.                           |
| 163                            | Damien Girard (FRA)            | 10.                            |
| 164                            | Paul Hennequin (FRA)           | 121.                           |
| 165                            | Jean-Louis Le Ny (FRA)         | 98.                            |
| 166                            | Andrea Mifsud                  | 102.                           |
| 167                            | Axel Narbonne-Zuccarelli (FRA) | 88.                            |

| Beltrami TSA-Tre Colli BTC | Beltrami TSA-Tre Colli BTC | Beltrami TSA-Tre Colli BTC |
| -------------------------- | -------------------------- | -------------------------- |
| Nr.                        | Rytter                     | Placering                  |
| 171                        | Alex Raimondi (ITA)        | 72.                        |
| 172                        | Andrea Biancalani (ITA)    | 120.                       |
| 173                        | Edoardo Burani (ITA)       | 79.                        |
| 174                        | Gabriel Fede (ITA)         | DNF                        |
| 175                        | Nicola Rossi (ITA)         | 110.                       |
| 176                        | Michael Vanni (ITA)        | 125.                       |
| 177                        | Giacomo Tagliavini (ITA)   | 127.                       |

| Philippe Wagner-Bazin PWB | Philippe Wagner-Bazin PWB | Philippe Wagner-Bazin PWB |
| ------------------------- | ------------------------- | ------------------------- |
| Nr.                       | Rytter                    | Placering                 |
| 181                       | Alan Boileau (FRA)        | DNF                       |
| 182                       | Thomas Devaux (FRA)       | DNF                       |
| 183                       | Alexis Guérin (FRA)       | 68.                       |
| 184                       | Alexandre Kess (LUX)      | DNF                       |
| 185                       | Gwen Leclainche (FRA)     | 83.                       |
| 186                       | Enrico Dhaeye (BEL)       | 115.                      |
| 187                       | Theo Bonnet (BEL)         | 107.                      |

| CIC U Nantes Atlantique UCN | CIC U Nantes Atlantique UCN | CIC U Nantes Atlantique UCN |
| --------------------------- | --------------------------- | --------------------------- |
| Nr.                         | Rytter                      | Placering                   |
| 191                         | Yaël Joalland (FRA)         | DNF                         |
| 192                         | Pierre-Henry Basset (FRA)   | 82.                         |
| 193                         | Clément Braz Afonso (FRA)   | 31.                         |
| 194                         | Léo Danès (FRA)             | 50.                         |
| 195                         | Maël Guégan (FRA)           | 74.                         |
| 196                         | Artus Jaladeau (FRA)        | 103.                        |
| 197                         | Matisse Julien (CAN)        | 75.                         |